# NGC 5966
NGC 5966 في الفهرس العام الجديد، هي نجم زائف، تقع في كوكبة العواء. اكتشفت في 18 مارس 1787 بواسطة ويليام هيرشل.

## روابط خارجية
- NGC 5966 على موقع ويكي سكاي: DSS2, SDSS, GALEX, IRAS, Hydrogen α, X-Ray, Astrophoto, Sky Map, Articles and images